# 燒機
燒機（英語：Burn in），又稱預燒、煲機。是系统的零部件在放在整机运行（服务）前，进行“锻炼”的过程。这个测试过程将在监控的条件下，使各种错误产生，从而产品的负载能力能够由此建立。

## 燒機的原因
有人认为燒機是一种快速使器材老化稳定的措施。有些元器件例如晶体管、集成电路、电容全新的时候电器参数不稳定，经过一段时间的使用后才能逐渐稳定。
一般音响器材在刚购买时，可能未能达到预期的效果，例如高音部份比较刺耳，低音无力等情况。部分使用者认为，通过燒機可以把这些不良情况改善。燒機相当于是音响器材的一个“材料老化”的过程，提高了材料的順性，使得材料的振动趋于稳定位。
对于耳机来说，燒機实际就是在煲振膜折环，新耳机振膜折环机械顺性差，导致失真比较大，经过一段时间使用后，顺性逐渐变好，失真也会逐渐降到正常的水平。但是，因为绝大多数的耳机并没有音箱扬声器上的弹波，而且耳机振膜是长期稳定的高分子材料，不太可能在设计寿命期间产生永久物理形变。这样的耳机燒機行为也没有在双盲测试中产生显著性差异。厂商也没有未能提供实验数据证实耳机燒機行为可以正面地提升耳机的表现。因此耳机燒機行为被认为是行销人员误导消费者的手段。不能被双盲测试证实的用户体验改善很可能来自于用户的确认偏差（英语：Confirmation bias）以及安慰剂效应。
有人揭示宣揚燒機的作用更多的情況是經銷商的誤導行為， 其目的是規避消費者的退貨，300小時恰好等於14天的常見退貨期限。

## 燒機的方法
燒機的进行可以通过播放各类日常歌曲，或使用特别构造的声音，例如白雜訊和粉紅雜訊。一般播放音响也是燒機的一种形式。由于耳筒振膜行程有限，假如使用高音量来进行燒機，可能会因为摩擦和碰撞对音圈造成损害而得不偿失。一般高阻抗、低靈敏度所需的時間較長，反之則較短。燒機切忌連續播放，務必每2小時休息30分鐘以上，以避免耳機音圈過熱變形。